# Landschaftsschutzgebiet Rheiderland
Das Landschaftsschutzgebiet Rheiderland ist ein aus fünf räumlich voneinander getrennt liegenden Teilen bestehendes Landschaftsschutzgebiet auf dem Gebiet des Landkreises Leer im Nordwesten des Bundeslandes Niedersachsen. Es trägt die Nummer LSG LER 00003 und dient dem Schutz des EU-Vogelschutzgebietes V06 Rheiderland. Als untere Naturschutzbehörde ist der Landkreis Leer für das Gebiet zuständig.

## Beschreibung des Gebiets
Das am 11. Oktober 2011 ausgewiesene Landschaftsschutzgebiet umfasst eine Fläche von 87,44 Quadratkilometern und liegt auf Teilbereichen der Gemeinden Bunde und Jemgum sowie der Städte Leer und Weener im namensgebenden Rheiderland in Ostfriesland. Der Hauptteil des Gebietes liegt in der Gemeinde Jemgum, von deren Gebiet das Landschaftsschutzgebiet einen Großteil einnimmt. Zwei kleinere Exklaven liegen auf dem Gebiet der Gemeinde Bunde und zwei weitere auf dem Gebiet der Stadt Weener. Die Stadt Leer hat mit einem Teilbereich im Stadtteil Bingum Anteil am Landschaftsschutzgebiet.
Das Gebiet liegt im Naturraum Emsmarschen und ist durch Fluss- und Brackwassermarschen geprägt. Es liegt überwiegend bis zu 2,5 Meter unterhalb des Meeresspiegels, lediglich die Gebiete im Bereich des Kanalpolders und des Heinitzpolders liegen deutlich über Normalnull. Das Rheiderland ist durch Deiche vor Überflutung geschützt. Die Entwässerung wird durch ein System von Gräben und Sielen sowie Schöpfwerken gewährleistet. Das Rheiderland ist relativ flach und durch eine offene und weite Landschaft geprägt.

## Flora und Fauna
Das Rheiderland zählt mit seiner landwirtschaftlich geprägten Kulturlandschaft nach Ansicht des Niedersächsischen Landesbetriebs für Wasserwirtschaft, Küsten- und Naturschutz mit seinen zeit- und teilweise feuchten bis nassen Wiesen und Weiden wegen seines „von Offenheit und Weite geprägten Charakters“ sowie seiner Lage „im Nahbereich von Ems und Dollart zu den avifaunistisch bedeutendsten Gebieten im westlichen Niedersachsen“. Vögel, die ihre Schlafplätze im Dollart und am Geisesteert, der Oldersumer Marsch sowie entlang des Fehntjer Tiefs haben, nutzen das Gebiet zur Nahrungssuche.
Das Rheiderland ist eine vom Menschen geprägte und jahrhundertealte Kulturlandschaft. Große Teile werden intensiv als Grünland genutzt. In den jungen Marschen im Westen wird auch Ackerbau betrieben. Die landwirtschaftlich genutzten Flächen des Rheiderlandes dienen den Watvögeln des angrenzenden Dollarts als Hochwasserfluchtplatz.
Feuchte und nasse Wiesen sind vor allem im Nordteil der ehemaligen Flussmarsch zu finden. Dort leben als Brutvögel Kiebitze, Uferschnepfen und Rotschenkel, „deren Vorkommen dem Rheiderland die Bedeutung eines herausragenden Brutgebietes für Wiesenvögel in Niedersachsen verleihen“.
Als Rastplatz für Zugvögel wie Goldregenpfeifer, Großer Brachvogel, Regenbrachvogel und Kiebitz sowie als Überwinterungsgebiet für Nordische Gänse wie Bläss-, Nonnen- und Graugänse hat das Rheiderland nationale bis internationale Bedeutung.
Zu den weiteren im Gebiet vorkommenden Vögeln zählen Zwerggans, Sumpfohreule, Rothalsgans, Weißstorch, Rohrweihe, Kornweihe, Wiesenweihe, Wachtelkönig, Zwergschwan, Neuntöter, Blaukehlchen, Kampfläufer, Säbelschnäbler, Flussseeschwalbe, Schilfrohrsänger, Löffelente, Pfeifente, Stockente, Knäkente, Kurzschnabelgans, Waldsaatgans, Graureiher, Tafelente, Reiherente, Ringelgans, Kanadagans, Saatkrähe, Bekassine, Austernfischer, Sturmmöwe, Silbermöwe, Lachmöwe, Gänsesäger und Regenbrachvogel.

## Schutzzweck
Wesentlicher Schutzzweck sind der Erhalt „des Gebietscharakters und die Sicherung der Leistungsfähigkeit des Naturhaushaltes“. Dies soll mit dem „Erhalt des Grünlandes und Förderung extensiver Grünlandbewirtschaftung“ dem „Erhalt der Offenlandschaft“ dem „Verzicht auf Errichtung weiterer baulicher Anlagen mit Störwirkung“, die „Minimierung von Störungen“, die „Nutzungsextensivierung auf Teilflächen“ und die „Einstellung möglichst hoher Wasserstände auf Teilflächen, die gezielt für die Ziele des Wiesenvogelschutzes entwickelt werden“, erreicht werden.